# Campeonato Europeu de Patinação Artística no Gelo de 1990
O Campeonato Europeu de Patinação Artística no Gelo de 1990 foi a octogésima segunda edição do Campeonato Europeu de Patinação Artística no Gelo, um evento anual de patinação artística no gelo organizado pela União Internacional de Patinação (em inglês:  International Skating Union) onde os patinadores artísticos competem pelo título de campeão europeu. A competição foi disputada entre os dias 30 de janeiro e 4 de fevereiro, na cidade de Leningrado, União Soviética.

## Eventos
- Individual masculino
- Individual feminino
- Duplas
- Dança no gelo

## Medalhistas
| Evento                        | Ouro                                                  | Prata                                             | Bronze                                                 |
| Individual masculino detalhes | Viktor Petrenko · União Soviética                     | Petr Barna · Tchecoslováquia                      | Viacheslav Zagorodniuk · União Soviética               |
| Individual feminino detalhes  | Evelyn Großmann · Alemanha Oriental                   | Natalia Lebedeva · União Soviética                | Marina Kielmann · Alemanha Ocidental                   |
| Duplas detalhes               | Ekaterina Gordeeva · Sergei Grinkov · União Soviética | Larisa Selezneva · Oleg Makarov · União Soviética | Natalia Mishkutenok · Artur Dmitriev · União Soviética |
| Dança no gelo detalhes        | Marina Klimova · Sergei Ponomarenko · União Soviética | Maya Usova · Alexander Zhulin · União Soviética   | Isabelle Duchesnay · Paul Duchesnay · França           |

## Resultados

### Individual masculino
| Pos.                                                  | Nome                   | Nacionalidade      |
| ----------------------------------------------------- | ---------------------- | ------------------ |
| Medalha de ouro                                       | Viktor Petrenko        | União Soviética    |
| Medalha de prata                                      | Petr Barna             | Tchecoslováquia    |
| Medalha de bronze                                     | Viacheslav Zagorodniuk | União Soviética    |
| 4                                                     | Grzegorz Filipowski    | Polônia            |
| 5                                                     | Richard Zander         | Alemanha Ocidental |
| 6                                                     | Oliver Höner           | Suíça              |
| 7                                                     | Daniel Weiss           | Alemanha Ocidental |
| 8                                                     | Philippe Candeloro     | França             |
| 9                                                     | Ralph Burghart         | Áustria            |
| 10                                                    | Peter Johansson        | Suécia             |
| 11                                                    | Ronny Winkler          | Alemanha Oriental  |
| 12                                                    | Cornel Gheorghe        | Romênia            |
| 13                                                    | Alessandro Riccitelli  | Itália             |
| 14                                                    | Henrik Walentin        | Dinamarca          |
| 15                                                    | Steven Cousins         | Reino Unido        |
| 16                                                    | Lars Dresler           | Dinamarca          |
| 17                                                    | Oula Jääskeläinen      | Finlândia          |
| 18                                                    | Alcuin Schulten        | Países Baixos      |
| 19                                                    | Éric Millot            | França             |
| 20                                                    | Tomislav Cizmesija     | Iugoslávia         |
| Não avançaram para a patinação livre / programa longo |                        |                    |
| 21                                                    | Pavel Vanco            | Tchecoslováquia    |
| 22                                                    | András Száraz          | Hungria            |
| 23                                                    | Massimo Salvade        | Itália             |
| 24                                                    | Emanuele Ancorini      | Suécia             |
| 25                                                    | Alexandre Geers        | Bélgica            |
| 26                                                    | Jan Erik Digernes      | Noruega            |
| 27                                                    | Alexander Mladenov     | Bulgária           |

### Individual feminino
| Pos.                                                  | Nome                  | Nacionalidade      |
| ----------------------------------------------------- | --------------------- | ------------------ |
| Medalha de ouro                                       | Evelyn Großmann       | Alemanha Oriental  |
| Medalha de prata                                      | Natalia Lebedeva      | União Soviética    |
| Medalha de bronze                                     | Marina Kielmann       | Alemanha Ocidental |
| 4                                                     | Surya Bonaly          | França             |
| 5                                                     | Patricia Neske        | Alemanha Ocidental |
| 6                                                     | Tanja Krienke         | Alemanha Oriental  |
| 7                                                     | Natalia Skrabnevskaya | União Soviética    |
| 8                                                     | Tamara Téglássy       | Hungria            |
| 9                                                     | Carola Wolf           | Alemanha Ocidental |
| 10                                                    | Larisa Zamotina       | União Soviética    |
| 11                                                    | Helen Persson         | Suécia             |
| 12                                                    | Beatrice Gelmini      | Itália             |
| 13                                                    | Željka Čižmešija      | Iugoslávia         |
| 14                                                    | Laetitia Hubert       | França             |
| 15                                                    | Emme Murdoch          | Reino Unido        |
| 16                                                    | Yvonne Pokorny        | Áustria            |
| 17                                                    | Lenka Kulovaná        | Tchecoslováquia    |
| 18                                                    | Maria Fuglsang        | Dinamarca          |
| 19                                                    | Michele Claret        | Suíça              |
| 20                                                    | Astrid Winklemann     | Países Baixos      |
| Não avançaram para a patinação livre / programa longo |                       |                    |
| 21                                                    | Meri Karvosenoja      | Finlândia          |
| 22                                                    | Sandrine Goes         | Bélgica            |
| 23                                                    | Andrea Law            | Reino Unido        |
| 24                                                    | Anita Thorenfeldt     | Noruega            |
| 25                                                    | Milena Marinovish     | Bulgária           |
| 26                                                    | Beata Zielińska       | Polônia            |
| 27                                                    | Cristina Perex        | Espanha            |
| WD                                                    | Laia Papell           | Espanha            |

### Duplas
| Pos.              | Nome                                   | Nacionalidade      |
| ----------------- | -------------------------------------- | ------------------ |
| Medalha de ouro   | Ekaterina Gordeeva / Sergei Grinkov    | União Soviética    |
| Medalha de prata  | Larisa Selezneva / Oleg Makarov        | União Soviética    |
| Medalha de bronze | Natalia Mishkutenok / Artur Dmitriev   | União Soviética    |
| 4                 | Peggy Schwarz / Alexander König        | Alemanha Oriental  |
| 5                 | Anuschka Gläser / Stefan Pfengle       | Alemanha Ocidental |
| 6                 | Radka Kovaříková / René Novotný        | Tchecoslováquia    |
| 7                 | Ines Müller / Ingo Steuer              | Alemanha Oriental  |
| 8                 | Cheryl Peake / Andrew Naylor           | Reino Unido        |
| 9                 | Catherine Barker / Michael Aldred      | Reino Unido        |
| 10                | Henriette Worner / Andreas Sigurdsson  | Alemanha Ocidental |
| 11                | Katarzyna Głowacka / Krzysztof Korcarz | Polônia            |
| 12                | Saskia Bourgeois / Guy Bourgeois       | Suíça              |
| 13                | Svetlana Dragaeva / Karel Kovar        | Tchecoslováquia    |

### Dança no gelo
| Pos.                                                  | Nome                                     | Nacionalidade      |
| ----------------------------------------------------- | ---------------------------------------- | ------------------ |
| Medalha de ouro                                       | Marina Klimova / Sergei Ponomarenko      | União Soviética    |
| Medalha de prata                                      | Maya Usova / Alexander Zhulin            | União Soviética    |
| Medalha de bronze                                     | Isabelle Duchesnay / Paul Duchesnay      | França             |
| 4                                                     | Klára Engi / Attila Tóth                 | Hungria            |
| 5                                                     | Oksana Grishuk / Evgeni Platov           | União Soviética    |
| 6                                                     | Dominque Yvon / Frédéric Palluel         | França             |
| 7                                                     | Susanna Rahkamo / Petri Kokko            | Finlândia          |
| 8                                                     | Anna Croci / Luca Mantovani              | Itália             |
| 9                                                     | Ivana Strondalova / Milan Brzy           | Tchecoslováquia    |
| 10                                                    | Małgorzata Grajcar / Andrzej Dostatni    | Polônia            |
| 11                                                    | Monika Mandikova / Oliver Pekar          | Tchecoslováquia    |
| 12                                                    | Lynn Burton / Andrew Place               | Reino Unido        |
| 13                                                    | Krisztina Kerekes / Gabor Kolecsanszky   | Hungria            |
| 14                                                    | Ann Hall / Jason Blomfield               | Reino Unido        |
| 15                                                    | Petra Zietemann / Frank Ladd-Oshiro      | Alemanha Ocidental |
| 16                                                    | Saskia Stahler / Sven Authorsen          | Alemanha Ocidental |
| 17                                                    | Diane Gerencser / Bernard Columberg      | Suíça              |
| 18                                                    | Michela Cesaro / Carlo Soave             | Itália             |
| 19                                                    | Petia Gavazova / Nikolai Tonev           | Bulgária           |
| 20                                                    | Katarzyna Duigoszewska / Andrzej Szaszor | Polônia            |
| Não avançaram para a patinação livre / programa longo |                                          |                    |
| 21                                                    | Monika Muksch / Nernd Hatzl              | Áustria            |
| 22                                                    | Joanne van Leeuwen / Eerde vab Luuewen   | Países Baixos      |

## Quadro de medalhas
| Ordem | País               | Medalha de ouro | Medalha de prata | Medalha de bronze |    | Ordem por total |
| ----- | ------------------ | --------------- | ---------------- | ----------------- | -- | --------------- |
| 1     | União Soviética    | 3               | 3                | 2                 | 8  | 1               |
| 2     | Alemanha Oriental  | 1               |                  |                   | 1  | 2               |
| 3     | Tchecoslováquia    |                 | 1                |                   | 1  | 2               |
| 4     | Alemanha Ocidental |                 |                  | 1                 | 1  | 2               |
| 4     | França             |                 |                  | 1                 | 1  | 2               |
| TOTAL | TOTAL              | 4               | 4                | 4                 | 12 | —               |